# Ramses III
Ramses III was de tweede vorst uit de 20e dynastie en wordt beschouwd als de laatste grote farao.
Ramses III regeerde van ca. 1194 - 1163 v.Chr. en was de opvolger van Sethnacht die van ca. 1196 - 1194 v Chr. regeerde, en daarmee de "opvolger" was van koningin Tawosret (19e dynastie).
Onder hem vindt sociale en bestuurlijke hervorming plaats. Mede door deze hervorming krijgen de tempels meer autonomie, wat mede zal leiden tot een heerschappij van de hogepriesters in de volgende dynastieën. Cartouches van de koning zijn teruggevonden in de Sinaï, Zuidelijke Negevwoestijn en tot zover op rotsen bij een oase in Saoedi-Arabië (pas in 1994 ontdekt door het Saoedische Ministerie van Toerisme en Oudheden) waar wierook vandaan kwam.
Ramses III werd bij een paleisrevolutie om het leven gebracht.
Hij werd opgevolgd door Ramses IV.

## Oorlogen
Onder zijn regime vielen de zogenaamde Zeevolken binnen. Hij kon ze tot staan brengen aan de grens met Syrië-Palestina, maar ze bleven de kust in handen hebben. Aan de kust overwon hij op de vloot van de Zeevolkeren.

## Overlijden
Ramses III had een 7 cm brede wond aan zijn keel. Het lijkt erop dat hij vermoord is: de luchtpijp is doorboord met een mes of een ander scherp voorwerp; de wonde gaat tot in het bot. Er is weinig kans dat hij dit overleefd heeft, waarschijnlijk is hij onmiddellijk gestorven. Het is onwaarschijnlijk dat de wond na zijn dood is toegebracht; een dergelijke wonde is nog nooit aangetroffen bij Egyptische mummies.
Rond het eind van Ramses' regeerperiode werd er een samenzwering tegen de farao opgezet. Die samenzwering stond onder leiding van een van de vrouwen uit de harem van de farao: Tiyi, die haar zoon Pentawer op de troon wilde krijgen. Meerdere leden van de harem werkten samen met hoge militairen en een priester. Uiteindelijk werden de samenzweerders gevat en 30 personen werden veroordeeld.

## Bouwwerken

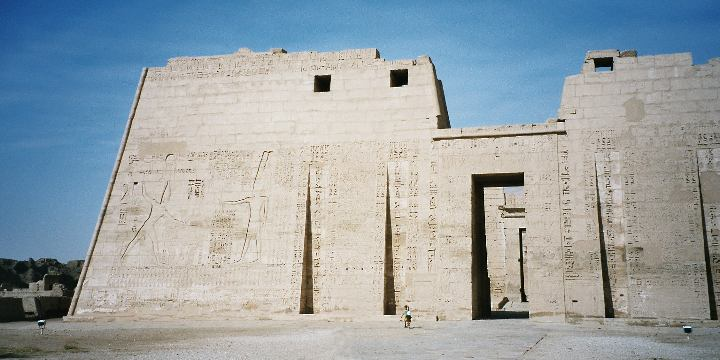
Tempel te Medinet Haboe, Luxor

- Graf DK 11 in de Vallei der Koningen
- Tempel te Medinet Haboe
- Tempel van Amon (Karnak): bouw van een kapel in het voorhof

Ten tijde van Ramses III gingen de koninklijke grafbouwers herhaaldelijk in staking wegens het uitblijven van betaling. Dit zijn de oudstbekende stakingen in de geschiedenis.

## Trivia
Mogelijk dient Ramses III geïdentificeerd te worden met de legendarische koning Rhampsinitus uit het tweede boek van Herodotus' Historiën.